# Густина потоку енергії
Густина пото́ку ене́ргії (густина потужності) — векторна фізична величина (W), яка характеризується кількістю енергії, що протікає за одиницю часу через одиницю площі, орієнтовану перпендикулярно до спрямованості потоку, вимірюється у Вт/м² (мВт/см², мкВт/см²).